# 2020年マドリードオリンピック構想
- 2020年夏季オリンピック > 2020年マドリードオリンピック構想

2020年マドリードオリンピック構想（2020ねんマドリードオリンピックこうそう）は、2020年夏季オリンピックをスペインのマドリードに招致しようとする構想である。

## 概要
マドリードは過去に1924年、1936年、1972年、2012年、および2016年の5回も立候補しているがいずれも落選しており、（ただし、スペインでは1992年にバルセロナオリンピックが開催されている。）2012年5月のIOC理事会で正式に立候補都市となった。しかし第125次IOC総会でのIOC委員による投票の結果、マドリードは1回目の投票でトルコのイスタンブールが26票で同点となり、2回目は1回目の投票で26票の同点となったマドリードとイスタンブールで落選都市決定戦として実施され、その結果マドリードは45票／イスタンブールは49票と僅か4票差でイスタンブールが決選投票に進出した。マドリードは敗退となり、東京が2020年夏季オリンピックの開催地に決定した。